# كيم بروبست
كيم بروبست (بالإنجليزية: Kim Probst) هي سباحة متزامنة أمريكية، ولدت في 6 مارس 1981.

## وصلات خارجية
- كيم بروبست على موقع الاتحاد الدولي للسباحة (الإنجليزية)
- كيم بروبست على موقع أوليمبيديا (الإنجليزية)